# Lega C 2021 (football americano)
La Lega C 2021 sarà la 15ª edizione del campionato svizzero di football americano di terzo livello, organizzato dalla SAFV. Al termine della stagione regolare le prime due squadre classificate giocheranno la finale di lega.
I Riviera Saints si sono ritirati dopo la formazione del calendario.

## Squadre partecipanti
| Club                  | Città               | Stadio | Sponsor ufficiale | Risultato nella stagione 2020 |
| --------------------- | ------------------- | ------ | ----------------- | ----------------------------- |
| Emmen Dragons         | Buchrain            |        |                   |                               |
| Glarus Orks           | Niederurnen         |        |                   |                               |
| Langenthal Invaders   | Langenthal          |        |                   |                               |
| Lausanne LUCAF Owls   | Losanna             |        |                   |                               |
| Morges Bandits        | Morges              |        |                   |                               |
| Neuchâtel Knights     | Neuchâtel           |        |                   |                               |
| ( Riviera Saints)     | Vevey               |        |                   |                               |
| Schaffhausen Sharks   | Sciaffusa           |        |                   |                               |
| Solothurn Ducks       | Soletta             |        |                   |                               |
| Zofingen Cheetahs     | Herrliberg          |        |                   |                               |
| Zurich State Spartans | Wangen-Brüttisellen |        |                   |                               |

## Stagione regolare

### Calendario

#### 1ª giornata
| Glarona 24 luglio 2021, ore 18:00 | Glarus Orks | 57 – 0 referto | Zofingen Cheetahs | Wyden\| Arbitro: \| Birnbaum \| |
| Arbitro:                          | Birnbaum    |                |                   |                                 |

| Langenthal 24 luglio 2021, ore 18:00 | Langenthal Invaders | 41 – 0 referto | Zurich State Spartans | Stadion Hard\| Arbitro: \| Gerber \| |
| Arbitro:                             | Gerber              |                |                       |                                      |

| Emmen 25 luglio 2021, ore 14:00 | Emmen Dragons | 6 – 14 referto | Schaffhausen Sharks | Sportplatz Gersag\| Arbitro: \| Gerber \| |
| Arbitro:                        | Gerber        |                |                     |                                           |

| Chavannes-près-Renens 25 luglio 2021, ore 14:00 | Lausanne LUCAF Owls | - – - (annullata) | Riviera Saints | Centre Sportif |

| Niederbipp 25 luglio 2021, ore 14:00 | Solothurn Ducks | 0 – 28 referto | Morges Bandits | Sportplatz Lehnfluh\| Arbitro: \| B. Meier \| |
| Arbitro:                             | B. Meier        |                |                |                                               |

#### 2ª giornata
| Niederbipp 31 luglio 2021, ore 18:00 | Solothurn Ducks | 0 – 34 referto | Neuchâtel Knights | Sportplatz Lehnfluh\| Arbitro: \| Schwarz \| |
| Arbitro:                             | Schwarz         |                |                   |                                              |

#### 3ª giornata
| Langenthal 7 agosto 2021, ore 18:00 | Langenthal Invaders | 50 – 20 referto | Morges Bandits | Stadion Hard\| Arbitro: \| Meier \| |
| Arbitro:                            | Meier               |                 |                |                                     |

#### 4ª giornata
| Chavannes-près-Renens 15 agosto 2021, ore 14:00 | Lausanne LUCAF Owls | 28 – 18 | Emmen Dragons | Centre Sportif |

| Morges 15 agosto 2021, ore 14:00 | Morges Bandits | 30 – 16 | Glarus Orks | Parc des Sports |

| Neuchâtel 15 agosto 2021, ore 14:00 | Neuchâtel Knights | 7 – 6 | Zurich State Spartans | Terrain du Chanet |

| Niederbipp 15 agosto 2021, ore 14:00 | Solothurn Ducks | 37 – 0 | Zofingen Cheetahs | Sportplatz Lehnfluh |

#### 5ª giornata
| 21 agosto 2021, ore 18:00 | Zofingen Cheetahs | 0 – 70 | Langenthal Invaders |  |

| Neuhausen am Rheinfall 22 agosto 2021, ore 14:00 | Schaffhausen Sharks | 25 – 0 | Zurich State Spartans | Stadion Langriet |

#### 6ª giornata
| Emmen 28 agosto 2021, ore 18:00 | Emmen Dragons | 36 – 13 | Zurich State Spartans | Sportplatz Gersag |

| Glarona 28 agosto 2021, ore 18:00 | Glarus Orks | 13 – 48 | Langenthal Invaders | Wyden |

| 28 agosto 2021, ore 18:00 | Zofingen Cheetahs | 0 – 63 | Schaffhausen Sharks |  |

| Montreux 28 agosto 2021, ore 18:00 | Riviera Saints | - – - (annullata) | Morges Bandits | Stade de la Saussaz |

| Neuchâtel 29 agosto 2021, ore 14:00 | Neuchâtel Knights | 3 – 34 | Lausanne LUCAF Owls | Terrain du Chanet |

#### 7ª giornata
| Emmen 4 settembre 2021, ore 18:00 | Emmen Dragons | 20 – 28 | Langenthal Invaders | Sportplatz Gersag |

| Wangen-Brüttisellen 4 settembre 2021, ore 18:00 | Zurich State Spartans | 49 – 0 | Zofingen Cheetahs | Sportanlage Dürrbach |

| Morges 4 settembre 2021, ore 18:00 | Morges Bandits | 22 – 19 | Neuchâtel Knights | Parc des Sports |

| Montreux 4 settembre 2021, ore 18:00 | Riviera Saints | - – - (annullata) | Solothurn Ducks | Stade de la Saussaz |

| Neuhausen am Rheinfall 5 settembre 2021, ore 14:00 | Schaffhausen Sharks | 28 – 3 | Glarus Orks | Stadion Langriet |

#### 8ª giornata
| Neuchâtel 12 settembre 2021, ore 14:00 | Neuchâtel Knights | - – - (annullata) | Riviera Saints | Terrain du Chanet |

| 12 settembre 2021 | Zofingen Cheetahs | 8 – 57 | Schaffhausen Sharks |  |

#### 9ª giornata
| Glarona 18 settembre 2021, ore 18:00 | Glarus Orks | 21 – 32 | Lausanne LUCAF Owls | Wyden |

| 19 settembre 2021 | Zurich State Spartans | 24 – 33 | Langenthal Invaders |  |

| Emmen 19 settembre 2021, ore 14:00 | Emmen Dragons | 42 – 6 | Solothurn Ducks | Sportplatz Gersag |

#### 10ª giornata
| Langenthal 25 settembre 2021, ore 18:00 | Langenthal Invaders | 8 – 29 | Schaffhausen Sharks | Stadion Hard |

| Wangen-Brüttisellen 25 settembre 2021, ore 18:00 | Zurich State Spartans | 55 – 15 | Glarus Orks | Sportanlage Dürrbach |

#### Recuperi 1
| Neuhausen am Rheinfall 3 ottobre 2021 | Schaffhausen Sharks | 27 – 3 | Neuchâtel Knights | Stadion Langriet |

| Niederbipp 3 ottobre 2021 | Solothurn Ducks | 0 – 51 | Lausanne LUCAF Owls | Sportplatz Lehnfluh |

| 3 ottobre 2021 | Zofingen Cheetahs | 6 – 63 | Emmen Dragons |  |

#### Recuperi 2
| Glarona 10 ottobre 2021, ore 14:00 | Glarus Orks | 18 – 0 | Emmen Dragons | Wyden |

| Chavannes-près-Renens 10 ottobre 2021 | Lausanne LUCAF Owls | 26 – 11 | Morges Bandits | Centre Sportif |

### Classifiche
Le classifiche della regular season sono le seguenti:
- PCT = percentuale di vittorie, G = partite giocate, V = partite vinte, P = partite perse, PF = punti fatti, PS = punti subiti

#### Girone Ovest
| Pos. | Squadra             | PCT   | G | V | P | PF  | PS  |
| ---- | ------------------- | ----- | - | - | - | --- | --- |
| 1    | Lausanne LUCAF Owls | 1.000 | 5 | 5 | 0 | 172 | 53  |
| 2    | Morges Bandits      | .600  | 5 | 3 | 2 | 111 | 111 |
| 3    | Neuchâtel Knights   | .400  | 5 | 2 | 3 | 66  | 89  |
| 4    | Solothurn Ducks     | .200  | 5 | 1 | 4 | 43  | 155 |
| -    | Riviera Saints      | -     | - | - | - | -   | -   |

#### Girone Est
| Pos. | Squadra               | PCT   | G | V | P | PF  | PS  |
| ---- | --------------------- | ----- | - | - | - | --- | --- |
| 1    | Schaffhausen Sharks   | 1.000 | 7 | 7 | 0 | 243 | 28  |
| 2    | Langenthal Invaders   | .857  | 7 | 6 | 1 | 278 | 106 |
| 3    | Emmen Dragons         | .429  | 7 | 3 | 4 | 185 | 114 |
| 4    | Zurich State Spartans | .286  | 7 | 2 | 5 | 147 | 157 |
| 5    | Glarus Orks           | .286  | 7 | 2 | 5 | 143 | 193 |
| 6    | Zofingen Cheetahs     | .000  | 7 | 0 | 7 | 14  | 396 |

## Playoff

### Tabellone
|  | Semifinali | Semifinali          | Semifinali |                     |    | VIII Finale Lega C  | VIII Finale Lega C | VIII Finale Lega C |  |
|  |            |                     |            |                     |    |                     |                    |                    |  |
|  | 1E         | Schaffhausen Sharks | 32         |                     |    |                     |                    |                    |  |
|  | 1E         | Schaffhausen Sharks | 32         |                     |    |                     |                    |                    |  |
|  | 2O         | Morges Bandits      | 12         |                     |    |                     |                    |                    |  |
|  | 2O         | Morges Bandits      | 12         |                     | 1E | Schaffhausen Sharks | 13                 |                    |  |
|  |            |                     |            |                     | 1E | Schaffhausen Sharks | 13                 |                    |  |
|  |            |                     | 1O         | Lausanne LUCAF Owls | 25 |                     |                    |                    |  |
|  | 1O         | Lausanne LUCAF Owls | 1O         | Lausanne LUCAF Owls | 25 | 28                  |                    |                    |  |
|  | 1O         | Lausanne LUCAF Owls |            |                     |    |                     |                    |                    |  |
|  | 2E         | Langenthal Invaders | 8          |                     |    |                     |                    |                    |  |

### Semifinali
| 17 ottobre 2021 | Lausanne LUCAF Owls | 28 – 8 | Langenthal Invaders |  |

| 17 ottobre 2021 | Schaffhausen Sharks | 32 – 12 | Morges Bandits |  |

### VIII Finale Lega C
| 23 ottobre 2021 | Schaffhausen Sharks | 13 – 25 (3-7 0-6 3-6 7-6) | Lausanne LUCAF Owls |  |

## Verdetti
- Lausanne LUCAF Owls campioni e promossi in Lega B 2022